# 5m
5m(ファイブエム)は、オルトプラスとグリーが設立した合弁子会社の株式会社オルトダッシュによって提供されている、スマートフォン・タブレット端末（iOS、Android）向けの電子書籍サービス及び当該サービスを提供するサイト。

## 概要
5mのみが扱うソーシャルゲームを原作としたコミックを筆頭に、およそ1000冊のコミックを提供している。
これらの電子書籍はチケットを購入することで5分間のみ、読み放題で利用することが可能となる。なお、サービス名及びサイト名の5mは5minute(5分)に由来している。
特徴として、ゲーム性を備えたミッションと呼ばれる、イベントを行っていることがあげられる。ミッションにはソーシャルゲームでよく見受けられる「友達招待」などの他に、「○○を読了」などの電子書籍サービスならではのイベントも存在する。

## ソーシャルゲーム原作コミック 連載作品
| 作品名                                                          | 作者       | 連載開始      | 原作ゲーム/SAP名                               |
| --------------------------------------------------------------- | ---------- | ------------- | ---------------------------------------------- |
| バハムートブレイブ スカイック・サーガ                           | 高芝昌士   | 2014年6月27日 | バハムートブレイブ/オルトプラス                |
| バハブレ4コマ劇場                                               | ジャギ     | 2014年8月21日 | オルトプラス                                   |
| 精霊ファンタジア おねがい わたしの契約者                        | 松羅弁当   | 2014年6月27日 | 精霊ファンタジア/オルトプラス                  |
| 変・身・少・女 メタモルメイデン 混・沌・世・界 めたもるわ～るど | 祖田浩司   | 2014年6月27日 | 変・身・少・女 メタモルメイデン/カエルエックス |
| ヴィーナス†ブレイド 魂の召剣師                                  | shoco      | 2014年6月27日 | ヴィーナス†ブレイド/エディア                   |
| ソードオブファンタジア 神々の黄昏                               | 成瀬保博   | 2014年6月27日 | ソードオブファンタジア/ポケラボ                |
| おかえりなさいご主人様!! ハプニングDAYS                         | 結城さくや | 2014年6月27日 | おかえりなさいご主人様!!/モバイルファクトリー  |
| ドラゴンキャバリア－最後の騎士団－ GO！見習い竜の騎士           | 宮あゆこ   | 2014年8月1日  | ドラゴンキャバリア/スーパーアプリ              |